# NGC 6858
NGC 6858 este o galaxie situată în constelația Vulturul. A fost descoperită în 29 iulie 1829 de către John Herschel.